# 久美谷村
久美谷村（くみたにむら）は、京都府熊野郡にあった村。現在の京丹後市久美浜町中心部の南西一帯にあたる。

## 地理
- 河川：久美谷川

## 歴史
- 1889年（明治22年）4月1日 - 町村制の施行により、神谷村・河梨村・口馬地村・奥馬地村・三谷村・栃谷村の区域をもって発足。
- 1951年（昭和26年）4月1日 - 久美浜町に編入。同日久美谷村廃止。

## 交通

### 鉄道路線
村域を日本国有鉄道の宮津線（現・京都丹後鉄道宮豊線）が通過したが、駅は所在しなかった。

### 道路
- 国道178号